# Tu m'as sauvé la vie
Tu m'as sauvé la vie est une comédie en quatre actes de Sacha Guitry créée au théâtre des Variétés le 15 décembre 1949 dans une mise en scène de l'auteur.

## Argument
Un baron misanthrope se prend d'amitié pour un clochard qui lui a sauvé la vie et prétend faire de lui son héritier. Mais ses bons sentiments sont fort mal vus par son entourage et chacun songe à éloigner le gêneur, que ce soit les domestiques qui espéraient une part de l'héritage ou la vieille comtesse de Morhange qui souhaitait épouser le baron. 
Même la ravissante marquise de Pralognan (son infirmière à domicile) l'abandonne, sa mission accomplie, pour regagner le foyer conjugal où l'attend son grand chirurgien de mari. Le baron reste finalement seul, avec ses domestiques, encore plus misanthrope qu'auparavant.

## Distribution de la création
- Sacha Guitry : le baron de Saint-Rambert
- Fernandel : Fortuné Richard
- Lana Marconi : la marquise de Pralognan
- Jeanne Fusier-Gir : la comtesse de Morhange
- Pauline Carton puis Luce Fabiole : Irma
- Robert Seller : M. Leblondinay
- René Génin : Victor
- Georges Bever : Onésime
- André Numès Fils : Eugene Labouille
- Sophie Mallet : Célestine
- Mikou : Gérard
- Yannick Malloire : Marie-Claire
- R. Poirier : un porteur
- Grégoire Gromoff : un second porteur

## Reprises notables
- 1989 : mise en scène de Jean-Laurent Cochet, avec Jean-Laurent Cochet, Patrick Préjean,  Liliane Sorval et Mony Dalmès, théâtre Daunou
- 2011 : mise en scène de Jean-Laurent Cochet, avec Jean-Laurent Cochet et Jean-Pierre Castaldi, Anne-Marie Mailfer et Catherine Griffoni, La Pépinière-Théâtre[1].

## Adaptation
Sacha Guitry a adapté sa pièce au cinéma l'année suivante avec lui-même dans le rôle du baron et Fernandel dans le rôle du clochard.